# Kinapril

Kinapril

Kinapril är en så kallad ACE-hämmare som används för att behandla högt blodtryck, eller tillsammans med andra läkemedel för att behandla hjärtsvikt. Läkemedlet verkar genom att hämma vissa kemikalier som får blodkärlen att dra sig samman. Detta gör att blodflödet förbättras och att hjärtat på ett mer effektivt sätt kan pumpa blod. Läkemedlet botar inte högt blodtryck eller hjärtsvikt utan hjälper enbart till att få dessa tillstånd under kontroll. Kinapril tas en till två gånger per dag i form av en tablett. Läkemedlet bör tas ungefär vid samma tidpunkt varje dag, och det är viktigt att läkarens föreskrifter följs noggrant.